# Aéroport de Taipei Songshan
 (mai 2012).
L'aéroport de Taipei Songshan (en chinois traditionnel : 臺北航空站), (code IATA : TSA • code OACI : RCSS) est un aéroport commercial de taille moyenne situé dans le district de Songshan à Taipei, la capitale de Taïwan. L'aéroport de Taipei Songshan est essentiellement utilisé pour des vols intérieurs, et vol internationaux moyen courrier (Tokyo, Shanghai, Séoul...)

## Situation
| \| 20 km1:1 721 000 \| Taipei-Taoyuan Taipei Songshan Kaohsiung Taichung Tainan Hualien Chiayi Lutao Hengchun Kinmen Magong Beigan Nangan Lanyu · île des Orchidées Pingtung Tchimeï Taitung Wangan |
| 20 km1:1 721 000 |

## Statistiques
Pour des raisons techniques, il est temporairement impossible d'afficher le graphique qui aurait dû être présenté ici.

Voir la requête brute et les sources sur Wikidata.

## Compagnies et destinations

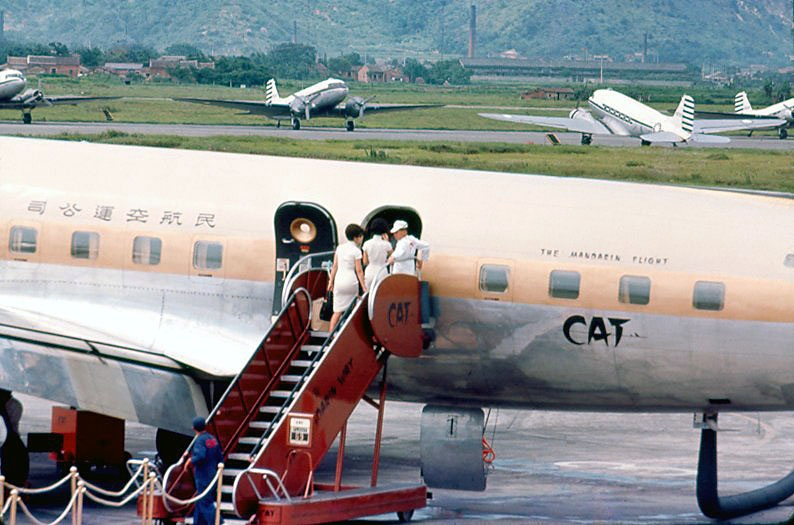
Un quadrimoteur Douglas DC-6 de la Civil Air Transport sur l'aéroport de Taipei Songshan en 1966.

### Passagers
| Compagnies                                         | Destinations                                                                     |
| -------------------------------------------------- | -------------------------------------------------------------------------------- |
| Air China                                          | Chongqing-Jiangbei, Shanghai-Hongqiao, Tianjin Binhai                            |
| All Nippon Airways                                 | Tokyo-Haneda                                                                     |
| China Airlines                                     | Séoul-Gimpo, Shanghai-Hongqiao, Tokyo-Haneda                                     |
| China Eastern Airlines                             | Shanghai-Hongqiao                                                                |
| China Eastern Airlines opéré par Shanghai Airlines | Shanghai-Hongqiao, Shanghai-Pudong                                               |
| Eastar Jet                                         | Séoul-Gimpo                                                                      |
| EVA Air                                            | Chongqing-Jiangbei, Séoul-Gimpo, Shanghai-Hongqiao, Tianjin Binhai, Tokyo-Haneda |
| Japan Airlines                                     | Tokyo-Haneda                                                                     |
| Mandarin Airlines                                  | Fuzhou-Chánglè, Kinmen, Magong, Taïtung, Wenzhou-Longwan, Wuhan                  |
| Sichuan Airlines                                   | Chengdu-Shuangliu, Chongqing-Jiangbei                                            |
| T'way Air                                          | Séoul-Gimpo                                                                      |
| Uni Air                                            | Matsu Beigan, Hualien, Kinmen, Matsu Nangan, Magong, Taïtung                     |
| XiamenAir                                          | Fuzhou-Chánglè, Xiamen-Gaoqi                                                     |

Édité le 01/02/2020